# 水壶

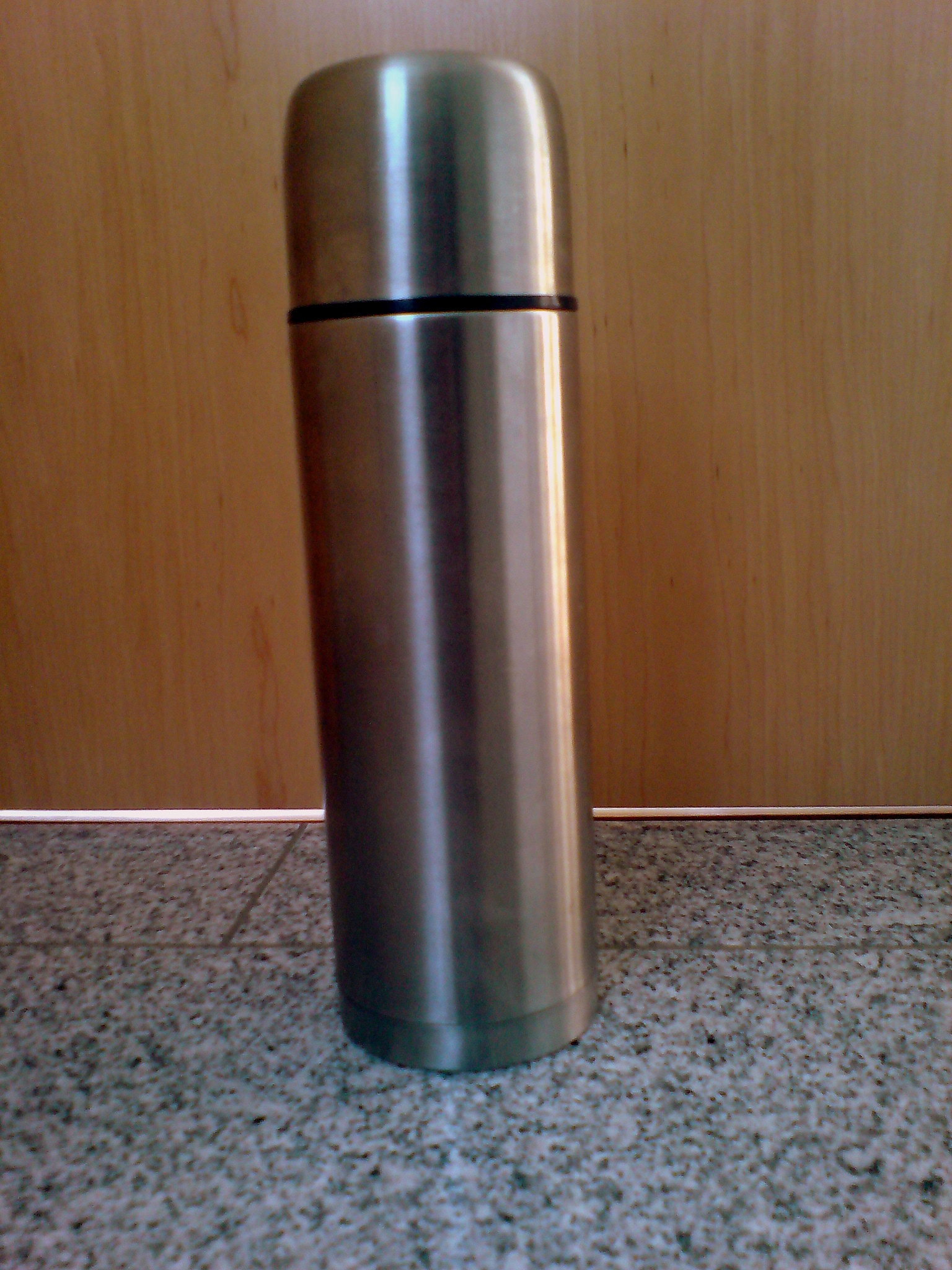
現代保溫水壺

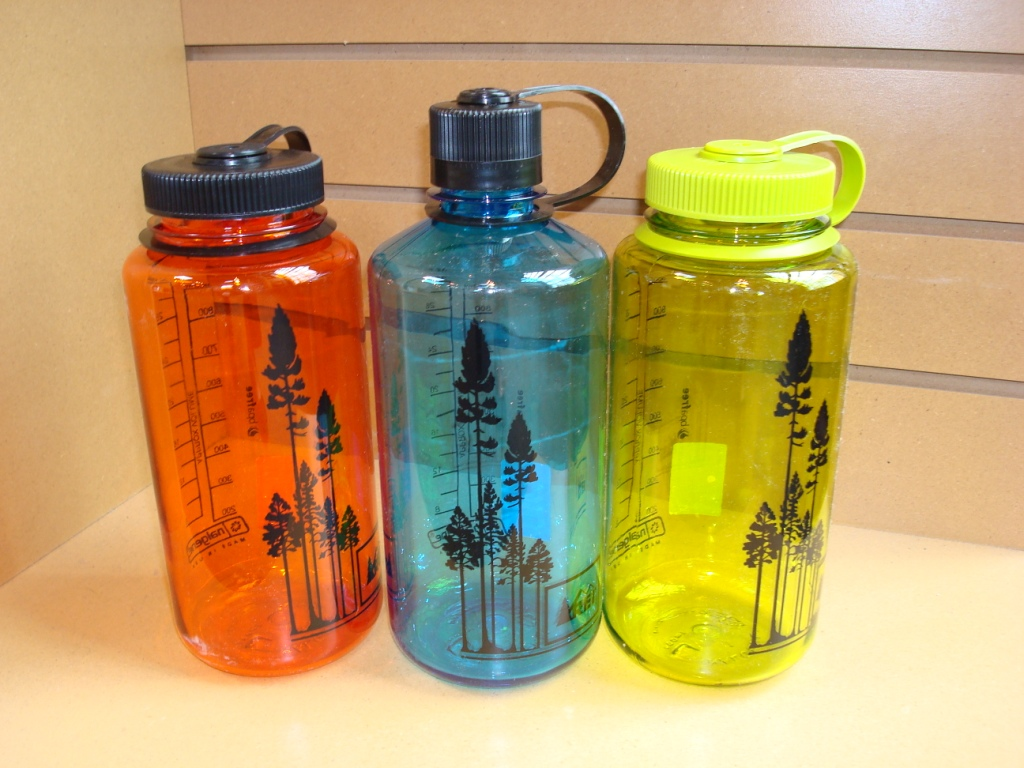
HDPE 塑膠水壺。

水壺是一種可上鎖的容器，用於運輸和儲存液體。它通常由玻璃或塑膠製成，有時也由金屬製成。

## 材质及分类
在陶器产生以前，古人盛水的器皿是动物皮囊，如羊皮、鹿皮等。後来才用瓦器、陶、瓷等製成，或植物如葫蘆、竹筒等。現代水壺材質多採用塑料、不銹鋼、合金、陶、瓷、玻璃等。

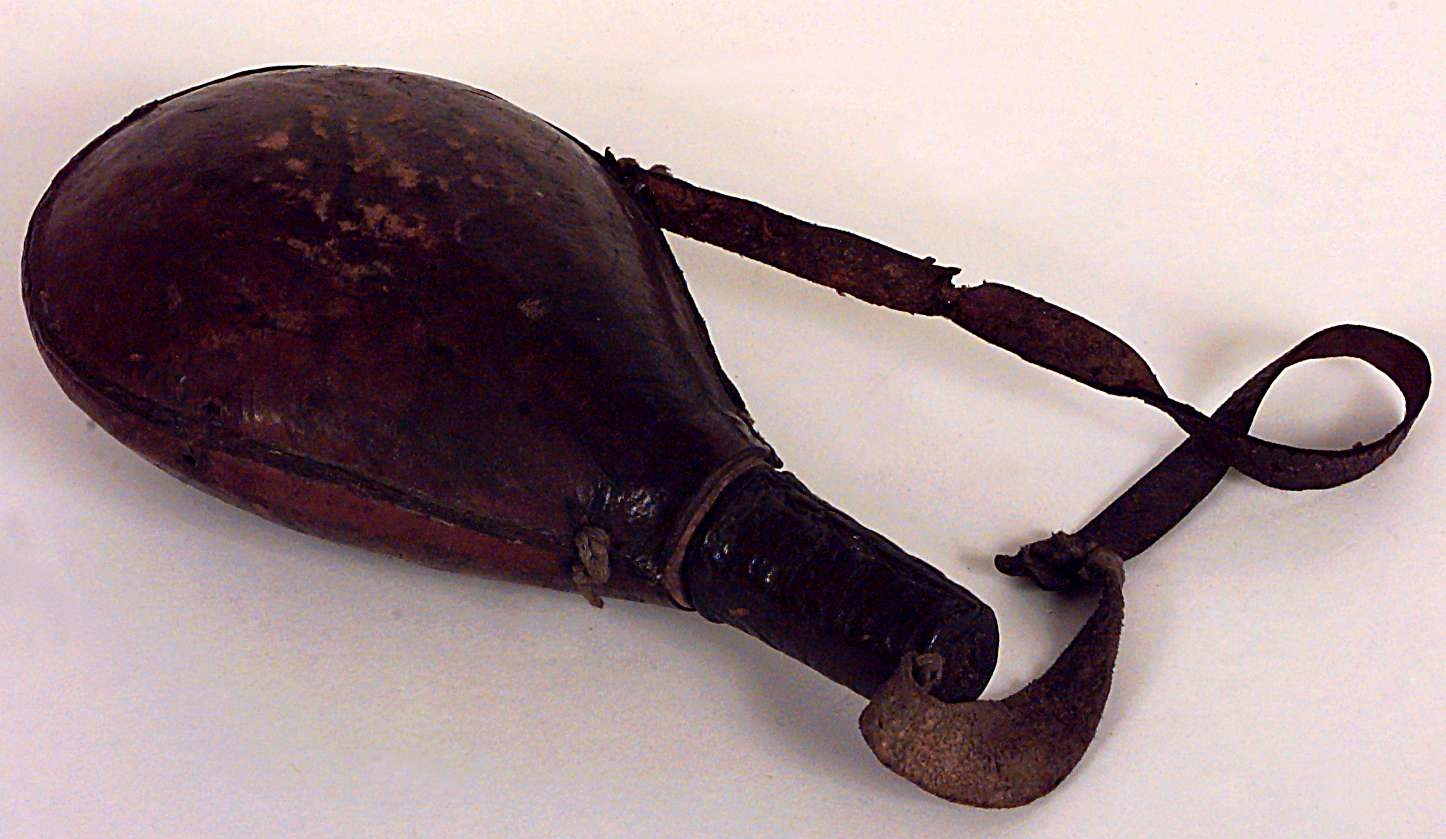
皮囊水壺

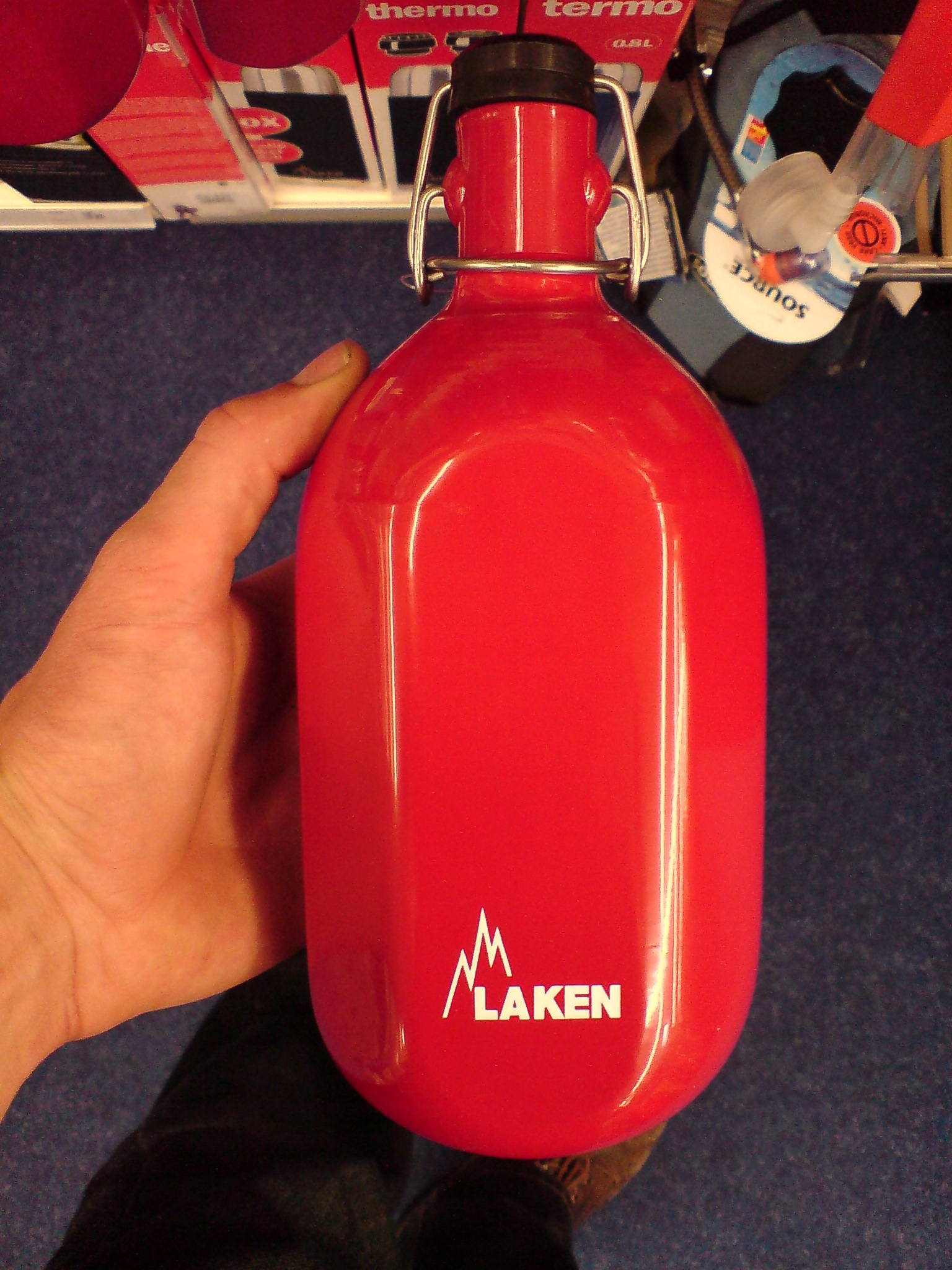
運動水壺

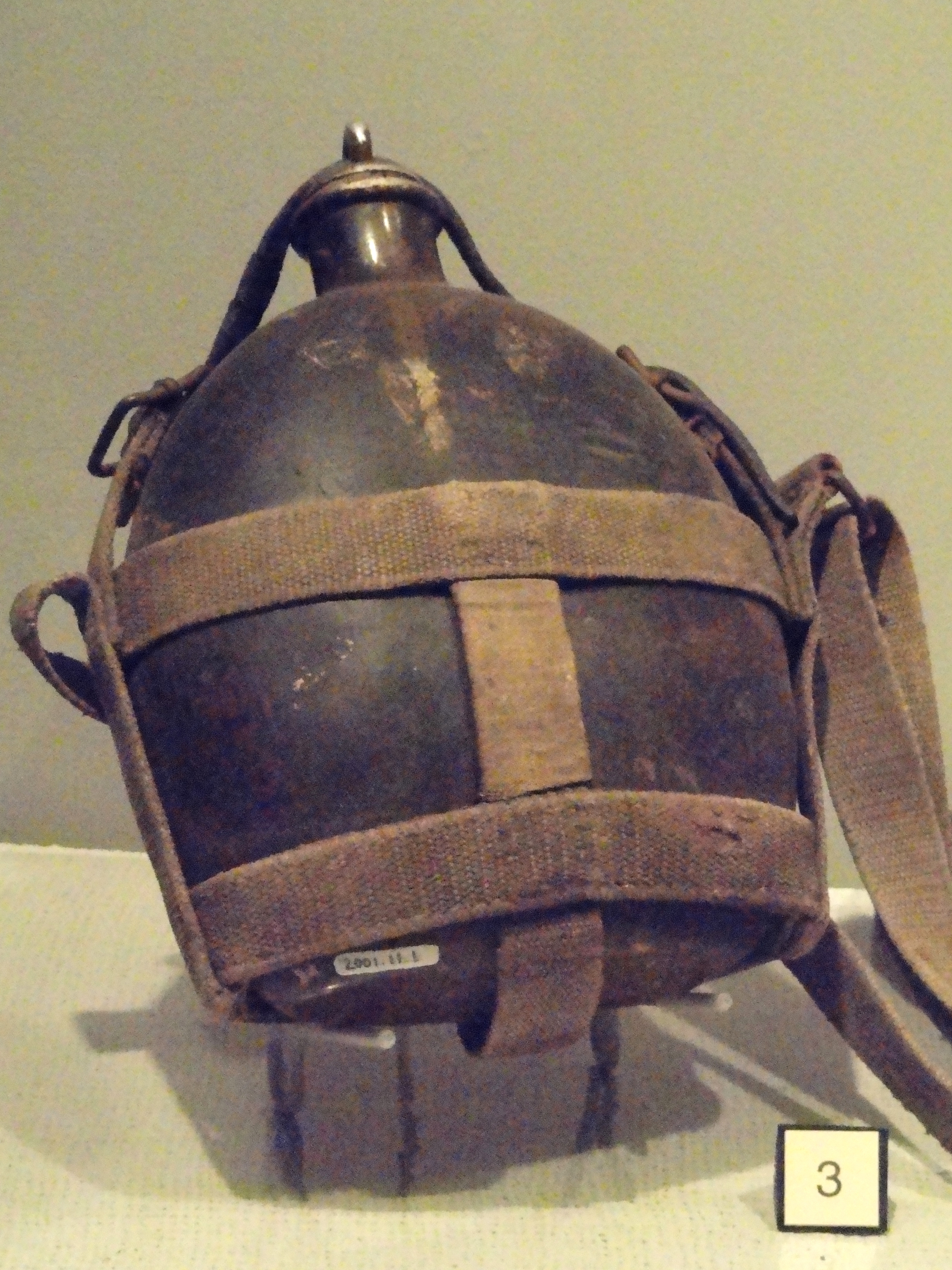
軍用水壺

## 常见种类

### 運動水壺
運動時使用的水壺。

### 军用水壶
军用水壶瓶口小、肚子大且扁，绑有带子，方便行军携带。现代军用水壶一般是绿色，和军服配套。
也适合平民野外旅游、登山等使用。

### 學生水壺
多為小學生使用，多数印有卡通人物圖案，也有以寶特瓶當作水壺者。

## 清理
水壺的頸部通常很窄，因此清潔起來很困難。為了清潔可重複使用水壺，通常使用熱水或使用清潔溶液，以避免新產品意外污染。然而，在家庭和實驗室中，經常處理單瓶。才有奶瓶刷。這些設計有多種方式，以便刷子適合穿過水壺的狹窄頸部，但也可以到達並清潔瓶子的整個內部 - 特別是水壺的內壁。

## 外部連結
- blender bottle china
- blender bottle china